# 林子琦
林子琦（1988年3月19日—）是一名臺灣舉重運動員。就讀於高雄醫學大學。
她在2010年亞洲運動會賽前被驗出禁藥陽性反應，遭到禁賽2年，不得參加2010年亞洲運動會與2012年夏季奧運。
她在2014年亞洲運動會舉重比賽女子63公斤以下級以抓舉116公斤、挺舉145公斤，總和261公斤的成績獲得金牌。抓舉成績為大會紀錄，並締造了挺舉與總和成績的世界紀錄。
她在2016年夏季奧運賽前被驗出體內含有類固醇而未能出賽，被中華奧會判罰禁賽2年，2018年6月23日到期。
她在2018年世界舉重錦標賽女子64公斤級以抓舉105公斤、挺舉130公斤，總和235公斤名列第4。
2018年11月14日，國際運動仲裁庭對於她在2016年夏季奧運的懲處追加禁賽8年，並將其於2016年6月24日後迄今所有成績、積分與獎金全部取消。